# Misias
Misias era el nom que rebien unes festes establertes per Misio Argivo en honor de Ceres en memòria per haver-se allotjat aquesta deïtat a casa seva. Misias va erigir un temple als voltants de la ciutat de Pallene en el seu honor.
Aquestes festes duraven tres dies i en l'últim les dones expulsaven del temple els homes i els gossos, mentre elles hi romanien amb les gosses durant vint-i-quatre hores, transcorregudes les quals els homes tornaven al temple amb grans gaubances.